# フロリダ州の旗
フロリダ州の旗（フロリダしゅうのはた）は、アメリカ合衆国フロリダ州の州旗。
白地に赤の斜め十字の上に、州の印が載せられている。
1868年から1900年の間、フロリダ州旗は単に白地に州の印が載ったものだったが、当時のフランシス・フレミング知事が、降参の時掲揚する停戦旗と混同されないように、赤の斜め十字を背景にすることを提案した。南北戦争時の南軍旗と間違われるという反対意見もあったが、1900年の住民投票で決定された。

?スペイン植民地時代の旗
?スペイン植民地時代の旗（1559年）
?イギリス植民地時代の旗
?スペイン植民地時代の旗（2度目）
?西フロリダの旗（1810年）
?1861年までの旗、非公式
?1861年から1865年までの旗
?1868年から1900年までの旗
?1900年から1985年までの旗